# Invincible Shield
Invincible Shield devetnaesti je studijski album britanskog sastava Judas Priest. Diskografska kuća Sony Music objavila ga je 6. ožujka 2024. u Japanu, a dva dana poslije u ostatku svijeta objavili su ga Columbia Records i Epic Records. Producent albuma koncertni je gitarist skupine Andy Sneap, koji je također producent prijašnjeg albuma Firepower (iz 2018.), a Tom Allom dodatni je producent posljednjih dviju pjesama na uratku („Sons of Thunder” and „Giants in the Sky”).
Dosegao je drugo mjesto na britanskoj glazbenoj ljestvici albuma, što je najviše mjesto koje je skupina zauzela na toj ljestvici u svojoj karijeri. U Sjedinjenim Državama dosegao je 18. mjesto na ljestvici Billboard 200 i prvo mjesto na ljestvici Top Hard Rock Albums nakon što je u prvom tjednu prodan u više od 25 000 primjeraka.

## O albumu
U veljači 2020. članovi skupine službeno su počeli pisati pjesme za devetnaesti album. Međutim, gitarist Richie Faulkner naknadno je izjavio da su „zbog pandemije imali problema s organiziranjem” i da se stoga nisu mogli okupiti i raditi na novim pjesmama: „Željeli smo istu dinamiku kao na Firepoweru – tad smo se svi okupili i svirali pjesme prije nego što smo ih snimili.”
U rujnu 2021., nakon što su ukinuta ograničenja međunarodnih putovanja, sastav je otišao na svjetsku turneju 50 Heavy Metal Years. Faulkner je izjavio: „Iduća prepreka, ako je takvom možemo smatrati, bila je turneja. Morali smo otići na nju, pa smo djeliće snimali između etapa turneje.” Kako su neka ograničenja i dalje bila u tijeku, album je snimljen na različitim lokacijama: bubnjar Scott Travis i Richie Faulkner snimali su u Nashvilleu (gdje i žive), pjevač Rob Halford snimao je u Phoenixu, a basist Ian Hill snimao je u različitim europskim gradovima dok je bio na turneji.
U ožujku 2022. Faulkner je izjavio da su već snimili bubnjarske dionice za novi album i naglasio je da su pjesme „ponegdje malo progresivnije” zbog glazbenih preokreta kojih nije bilo na Firepoweru. Kako bi izbjegao nesporazum, naknadno je komentirao da pjesme na uratku ne slijede glazbeni stil eksperimentalnog albuma Nostradamus i da nisu progresivne poput Rushevih pjesama, nego da se, „umjesto [da slijede formulu] 'kitica, pripjev, kitica, pripjev, solistička dionica, pripjev, završetak', katkad malo zaigraju... kako je to znao činiti stari Judas Priest iz sedamdesetih na pjesmama kao što je 'Sinner'”.
U svibnju 2023., nakon što je Halford snimio vokalne dionice u suradnji s producentom i koncertnim gitaristom Andyjem Sneapom, sastav je izjavio da je završio sa snimanjem uratka i da slijede miksanje i mastering. Pjesme „Sons of Thunder” i „Escape from Reality” napisao je Tipton, koji je odsvirao i solističke dionice na pjesmama „Sons of Thunder” i „Vicious Circle”. Dodatnu pjesmu „The Lodger” napisao je Bob Halligan Jr., koji je za skupinu prethodno napisao pjesme „(Take These) Chains” (s albuma Screaming for Vengeance) i „Some Heads Are Gonna Roll” (s albuma Defenders of the Faith).
Uradak je službeno najavljen 7. listopada 2023. prije koncerta sastava na festivalu Power Trip u Indiju u Kaliforniji. Najavni videozapis za album potom je objavljen na službenom kanalu Judas Priesta na YouTubeu, a sadrži uvodni dio pjesme „Panic Attack”.
„Panic Attack”, prvi singl s albuma, objavljen je 13. listopada 2023., a 17. studenoga objavljen je drugi singl „Trial by Fire”. Treći singl „Crown of Horns” izdan je 19. siječnja 2024., a posljednji singl „The Serpent and the King” pušten je u prodaju 22. veljače. Grupa je mjesec dana nakon objave albuma otišla na svjetsku turneju.

## Popis pjesama
Tekstovi i glazba: Glenn Tipton, Rob Halford i Richie Faulkner, osim za pjesmu „The Lodger”, koju je napisao Bob Halligan Jr. 
| 1.    | »Panic Attack«             | 5:25 |
| 2.    | »The Serpent and the King« | 4:19 |
| 3.    | »Invincible Shield«        | 6:21 |
| 4.    | »Devil in Disguise«        | 4:44 |
| 5.    | »Gates of Hell«            | 4:37 |
| 6.    | »Crown of Horns«           | 5:45 |
| 7.    | »As God Is My Witness«     | 4:35 |
| 8.    | »Trial by Fire«            | 4:21 |
| 9.    | »Escape from Reality«      | 4:24 |
| 10.   | »Sons of Thunder«          | 2:58 |
| 11.   | »Giants in the Sky«        | 5:03 |
| 52:32 |                            |      |

| Dodatne pjesme na luksuznoj inačici albuma | Dodatne pjesme na luksuznoj inačici albuma | Dodatne pjesme na luksuznoj inačici albuma | Dodatne pjesme na luksuznoj inačici albuma | Dodatne pjesme na luksuznoj inačici albuma | Dodatne pjesme na luksuznoj inačici albuma | Dodatne pjesme na luksuznoj inačici albuma | Dodatne pjesme na luksuznoj inačici albuma | Dodatne pjesme na luksuznoj inačici albuma | Dodatne pjesme na luksuznoj inačici albuma |
| Br.                                        | Skladba                                    | Trajanje                                   |                                            |                                            |                                            |                                            |                                            |                                            |                                            |
| ------------------------------------------ | ------------------------------------------ | ------------------------------------------ | ------------------------------------------ | ------------------------------------------ | ------------------------------------------ | ------------------------------------------ | ------------------------------------------ | ------------------------------------------ | ------------------------------------------ |
| 12.                                        | »Fight of Your Life«                       | 4:15                                       |                                            |                                            |                                            |                                            |                                            |                                            |                                            |
| 13.                                        | »Vicious Circle«                           | 3:00                                       |                                            |                                            |                                            |                                            |                                            |                                            |                                            |
| 14.                                        | »The Lodger«                               | 3:46                                       |                                            |                                            |                                            |                                            |                                            |                                            |                                            |
| 63:33                                      |                                            |                                            |                                            |                                            |                                            |                                            |                                            |                                            |                                            |

## Recenzije
| Zbirne ocjene    | Zbirne ocjene |
| Izvor            | Ocjena        |
| ---------------- | ------------- |
| AnyDecentMusic?  | 7,4/10        |
| Metacritic       | 80/100        |
| Recenzije        |               |
| Izvor            | Ocjena        |
| AllMusic         | [ 23 ]        |
| Blabbermouth.net | 9/10          |
| Classic Rock     | [ 25 ]        |
| Distorted Sound  | 10/10         |
| Kerrang!         | 4/5           |
| Metal Hammer     | [ 28 ]        |
| Metal Injection  | 10/10         |
| Perun.hr         | 9/10          |
| PopMatters       | 7/10          |

Dobio je pozitivne kritike. Na Metacriticu, koji glazbenim uradcima daje ocjenu od 0 do 100 na temelju prosječne ocjene recenzenata raznih publikacija, dobio je ukupno 80 bodova na temelju osam recenzija, što označava „uglavnom pozitivne kritike”.
U recenziji za Distorted Sound Phil Cooper dao mu je najvišu ocjenu napisavši da je „postigao ono što brojnim novim albumima ključnih skupina ne polazi za rukom, a to je da je dovoljno kvalitetan da bi mogao konkurirati odličnim albumima u diskografiji Judas Priesta, a možda se čak i uvrstiti među njih”. Jednaku mu je ocjenu dao i Jeff Podoshen u osvrtu za Metal Injection, koji je zaključio da je sastav „otprilike pet desetljeća nakon osnutka dosegao vrhunac” i da je „[s]vaki dio produkcije Invincible Shielda izvanredan”. Dobio je devet bodova od njih deset u recenziji Doma Lawsona za Blabbermouth.net; recenzent je napisao da je to „najdosljedniji album sastava u proteklih nekoliko desetljeća” i dodao je da je „besprijekoran”.
Edi Grubor također mu je dao devet bodova od njih deset u osvrtu za Perun.hr; zaključio je da je uradak obilježavaju „[s]uvremena produkcija i prilagodba vremenu, bez žrtvovanja [...] posebnosti i značenja imena i zvuka koji je opravdan kroz minula desetljeća”. Metal Hammer napisao je da je skupina „[p]edeset godina poslije prvih koraka stvorila nešto što bi moglo biti nadasve prkosan i nemilosrdan trijumf od albuma” i dao mu je četiri i pol zvjezdice od njih pet. Kerrang! je komentirao da Judas Priest „i dalje postavlja standarde za budućnost metala na apsurdno ugodnu devetnaestom albumu” i dao mu je četiri boda od njih pet.
U recenziji AllMusica dobio je četiri zvjezdice od njih pet, a recenzenti su istaknuli da je uradak „uzbudljiv, zabavan i zadivljujuć”. Classic Rock jednako ga je ocijenio, a recenzent Philip Wilding komentirao je da skupina „spaja žestok rock i neobično pjevne melodije” te da taj spoj skupini priskrbljuje „čarobnu draž”. Nuno Santos dao mu je sedam bodova od njih deset u recenziji za PopMatters napisavši da su „nedavna izdanja [sastava] manje pamtljiva, ali njegova glazba većinu konkurenata ipak pretvara u prah”.

## Zasluge
| Judas Priest - Rob Halford – vokal - Glenn Tipton – gitara - Richie Faulkner – gitara - Ian Hill – bas-gitara - Scott Travis – bubnjevi | Ostalo osoblje - Andy Sneap – produkcija, inženjer zvuka, miksanje - Tom Allom – produkcija (na 10. i 11. pjesmi) - Mark Wilkinson – ilustracije |

## Ljestvice
| Ljestvica                                    | Najviša pozicija |
| -------------------------------------------- | ---------------- |
| Australija (ARIA)                            | 16.              |
| Austrija (Ö3 Austria)                        | 1.               |
| Belgija (Flandrija)                          | 3.               |
| Belgija (Valonija)                           | 5.               |
| Češka                                        | 6.               |
| Danska (Hitlisten)                           | 15.              |
| Finska (Suomen virallinen lista)             | 1.               |
| Francuska (SNEP)                             | 5.               |
| Grčka (IFPI)                                 | 2.               |
| Hrvatska (Top lista prodaje – strano)        | 1.               |
| Irska (OCC)                                  | 18.              |
| Italija (FIMI)                               | 8.               |
| Japan (Oricon)                               | 7.               |
| Japan (Japanese Digital Albums)              | 6.               |
| Japan (Japanese Hot Albums)                  | 6.               |
| Kanada                                       | 16.              |
| Mađarska (MAHASZ)                            | 8.               |
| Nizozemska (Album Top 100)                   | 5.               |
| Norveška (VG-lista)                          | 14.              |
| Novi Zeland (RMNZ)                           | 25.              |
| Njemačka (Offizielle Top 100)                | 1.               |
| Poljska (ZPAV)                               | 2.               |
| Portugal (AFP)                               | 8.               |
| SAD (Billboard 200)                          | 18.              |
| SAD (Top Hard Rock Albums)                   | 1.               |
| SAD (Top Rock Albums)                        | 4.               |
| Škotska (OCC)                                | 1.               |
| Španjolska (PROMUSICAE)                      | 3.               |
| Švedska (Sverigetopplistan)                  | 1.               |
| Švicarska (Schweizer Hitparade)              | 1.               |
| Ujedinjeno Kraljevstvo (OCC)                 | 2.               |
| Ujedinjeno Kraljevstvo (Rock & Metal Albums) | 1.               |